# Frederico I do Palatinado-Simmern
Frederico I, o Hunsrücker (em alemão:  Friedrich I. von Pfalz-Simmern, der Hunsrücker; 19 de novembro de 1417 – 29 de novembro de 1480) foi um nobre alemão da Casa de Wittelsbach, que foi Duque do Palatinado-Simmern (1459-1480) e Conde de Sponheim de 1444 a 1480.

## Biografia
Frederico era o filho mais velho de Estêvão do Palatinado-Simmern-Zweibrücken e da sua mulher Ana, herdeira do Condado de Veldenz, com quem ele casara em 1409. Ana faleceu em 1439, mas o seu viúvo só obteve Veldenz da família da mulher em 1444. Nesse ano, Estêvão decidiu como os seus territórios iriam a ser repartidos após a sua morte: o Palatinado-Simmern ficaria para o seu filho mais velho, Frederico, com uma parcela do Condado de Sponheim; e o Palatinado-Zweibrücken para o filho mais novo, Luís I, com o Condado de Veldenz.

## Casamento e descendência
A 16 de agosto de 1454, Frederico casou com Margarida de Guéldres (1436–1486), filha de Arnoldo, Duque de Gueldres, de quem teve dez filhos:
1. Catarina (Katharina) (1455–1522) Abadessa no mosteiro de Santa Clara, em Tréveris;
2. Estêvão (Stephen) (1457–1488/9), Cónego em Estrasburgo, Mogúncia e Colónia;
3. Guilherme (Wilhelm) (1458–1458);
4. João I (Johann) (1459–1509);
5. Frederico (Friedrich) (1460–1518) Cónego em Colónia, Espira, Tréveris, Mogúncia, Magdeburgo e Estrasburgo;
6. Ruperto (Ruprecht) (1461–1507), Bispo de Ratisbona.
7. Ana (Anna) (1465–1517), freira em Tréveris;
8. Margarida (Margarete) (1466–1506), freira em Tréveris;
9. Helena (Helene) (1467–1555), Prioresa no mosteiro de Santa Inês, em Tréveris;
10. Guilherme (Wilhelm) (1468–1481), Cónego em Tréveris.

Frederico morreu em Simmern , em 1480, sendo sepultado na abadia Agostiniana de Ravengiersburg.